# エディソン・ミナカワ
エディソン・ミナカワ（Edison Minakawa）はブラジルのサンパウロ出身の柔道家。柔道審判員。日系2世。妻のミリアムはユダヤ系の柔道指導者。娘のカミラ・ミナカワは2013年にブラジルからイスラエルに帰化すると、世界選手権の57kg級で7位となった。

## 人物
柔道家だった父親のヒロシ・ミナカワの影響で柔道を始めた。その後はサンパウロで道場を運営しながら、父親の名を冠したヒロシ・ミナカワ杯を主催している。
その一方で、1982年には審判員となった。インターナショナル審判員に昇格後、2009年にはIJF審判員ランキングで1位になった。。
しかしながら、2012年のロンドンオリンピック66kg級準々決勝の海老沼匡対曺準好で主審を務めた際には、大きな物議を醸すことになった。この試合では、延長戦に入ってから海老沼の小内巻込を有効と示すも、審判員を監督するジュリーに取り消された。その後両者ポイントなく試合が終了して判定になると、副審2名とともに曺に旗を上げた。これに対して場内からは大ブーイングが巻き起こり、ジュリーからもこの判定に異議が唱えられたことで旗判定のやり直しとなると、今度は海老沼に旗があがることになった。今大会の審判員長を務めるフアン・カルロス・バルコスは、「あの海老沼の技は有効に近かった。そのため、3人のジュリーが3人とも海老沼の勝ちだと判断し、判定をくつがえすよう審判に伝えた。審判はミスをするものだ」と事情を説明した。IJFもこの件に関して声明を出して、判定をやり直させるような事態は今回が初めてのケースではあったものの、「最終的に正しい判定だった」とした。さらに、この試合で審判を務めた主審のミナカワと副審2名の計3名は翌日の試合の審判から外されたが、その後また復帰した。一部のマスコミは、南米で柔道を指導するある日本人コーチの話として、「あの人は、旗判定になると日本人に上げないことで有名」との談話を伝えた。
なお、ロンドンオリンピックでの騒動を契機に旗判定も廃止となり、本戦で決着が着かなかった場合は、延長戦においてどちらかが先にポイントをあげるまで試合が続行される方式が採用されることになった。
IJF審判員ランキングは8.0レイティングポイントで7位(2015年7月現在)。